# Брекелевен
Брекелевен (нід. Breukeleveen) — селище в нідерландській провінції Північна Голландія. Входить до муніципалітету Вейдемерен.
Його площа становить 15,58 км², а населення станом на 2021 рік складало 200 осіб.